# Shillong

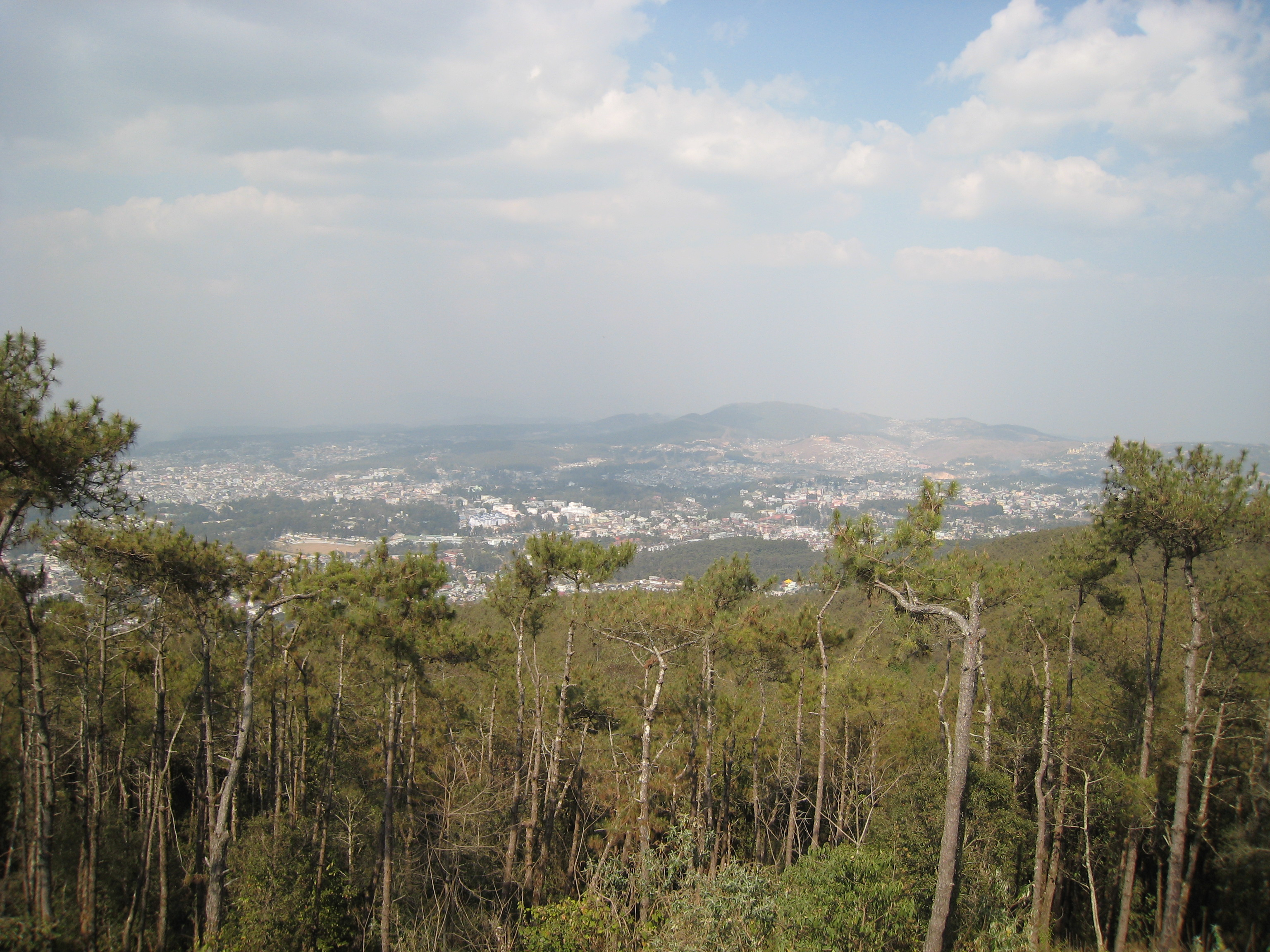
Shillong des del puig Shillong

Shillong (khasi Shillong, bengalí: শিলং, hindi: शिलांग) és una ciutat i municipalitat de Meghalaya, capital de l'estat i del districte d'East Khasi Hills. Es troba a una altura de 1.496 metres i està a uns 9 km del puig Shillong ("lum shyllong") de 1.965 metres o 1999 metres segons les mesures en el grup de les muntanyes de Shillong. Segons el cens del 2001 la població és de 260.520 habitants. Fou declarada capital del districte de Khasi and Jaintia Hills el 1864 i escollida definitivament el 1874 com a capital d'Assam, sent també per uns anys la capital d'estiu de Bengala Oriental i Assam). Quan el 1970 es va crear el territori de Meghalaya va restar com a capital d'Assam, però quan Meghalaya va esdevenir estat el 21 de gener de 1972 va ser transferida al nou estat, del que va esdevenir capital, i la capital d'Assam va passar a Dispur. Està situada a 25° 34′ N, 91° 53′ E / 25.57°N,91.88°E. La majoria de la població la formen els khasis per poc, i hi ha altres ètnies del nord-est representades així com a bengalís i d'altres parts de l'Índia. La religió majoritària és el cristianisme (3/4 protestants), amb bon nombre de seguidors de la religió tradicional khasi, i un nombre relativament petit d'hinduistes.

## Clima
El clima és subtropical amb estius suaus i hiverns freds. Algunes dades apareixen al quadre climàtic de la dreta:

## Localitats
Shillong està dividida en localitats entre les quals:

- Umsohsun
- Mawlai
- Laitumkhrah
- Pynthorumkhrah
- Jaiaw
- Mawkhar
- Mission Compound
- Malki
- Rynjah
- Nongthymmai
- Umpling
- Nongmynsong
- Lumparing
- Riatsamthiah
- Lamavilla
- Lummawbah (Upper Shillong)
- Mawprem
- Lower Mawprem
- Nongsohpoh
- Mawbah
- Laban
- Upper Madanrting
- Lower Madanrting (Happy Valley)
- Laitkor
- Madan Iewrynghep (Firebrigade)
- Lower Lachumiere
- Upper Lachumiere
- Old Kench's Trace
- New Kench's Trace
- Polo
- Jingkieng Umshyrpi
- Jail Road